# Chiến tranh Hy Lạp-Ba Tư
Chiến tranh Hy Lạp-Ba Tư (cũng thường được gọi là chiến tranh Ba Tư) là một loạt các cuộc xung đột giữa Đế chế Achaemenes của Ba Tư (Iran ngày nay) và thành bang Hy Lạp bắt đầu từ năm 499 TCN và kéo dài cho đến 449 TCN. Sự đụng độ giữa thế giới chính trị ngang bướng của người Hy Lạp và đế quốc to lớn của người Ba Tư đã bắt đầu khi Cyrus Đại đế chinh phục vùng người Hy Lạp sinh sống Ionia trong 547 TCN. Đấu tranh để loại trừ các thành phố có tư tưởng độc lập của Ionia, người Ba Tư chỉ định các bạo chúa cai trị mỗi đơn vị trong số đó. Điều này sẽ chứng minh là nguồn gốc của nhiều rắc rối cho cả những người Hy Lạp và người Ba Tư.
Trong năm 499 TCN, bạo chúa của Miletus, Aristagoras, bắt tay vào một cuộc chinh phục đảo Naxos, với sự hỗ trợ của Ba Tư ; tuy nhiên, đoàn thám hiểm đã hứng chịu thất bại và, bị đánh phủ đầu, Aristagoras xúi giục tất cả các tiểu Á Hy Lạp tiến hành các cuộc nổi loạn chống lại người Ba Tư.
Đây là sự khởi đầu của cuộc nổi dậy Ionia, kéo dài đến 493 TCN, dần dần lôi kéo các vùng Tiểu Á vào cuộc xung đột. Aristagoras bảo đảm hỗ trợ quân sự từ Athens và Eretria, và trong năm 498 TCN các lực lượng này đã giúp chiếm giữ và thiêu trụi khu vực thủ phủ Ba Tư Sardis.
Vua Ba Tư Darius Đại đế tuyên bố sẽ trả thù Athens và Eretria về hành động này. Các cuộc nổi dậy tiếp tục, hai bên lâm vào cảnh bế tắc trong suốt 497-495 TCN. Trong 494 TCN, người Ba Tư tập hợp lại, và tấn công vào trung tâm của các cuộc nổi dậy ở Miletus. Trong trận Lade, các Ionia phải chịu một thất bại quyết định, và cuộc nổi loạn sụp đổ, với những thành viên cuối cùng bị đè bẹp ra một năm sau.